# Matthew Shirvington
Matthew „Matt“ Shirvington (* 25. Oktober 1978 in Sydney) ist ein australischer Sprinter.
1998 gewann er seinen ersten von fünf aufeinanderfolgenden Australischen Meistertiteln im 100-Meter-Lauf. In derselben Saison holte er bei den Commonwealth Games in Kuala Lumpur die Bronzemedaille in der 4-mal-100-Meter-Staffel. Außerdem belegte er dort über 100 Meter in neuer Landesrekordzeit von 10,03 s den vierten Rang.
1999 wurde er bei den Hallenweltmeisterschaften in Maebashi mit persönlicher Bestzeit von 6,52 s Vierter im 60-Meter-Lauf. Bei den Weltmeisterschaften in Sevilla im Freien startete er über 100 und 200 Meter und erreichte jeweils die Viertelfinalrunde. Mit der Staffel schied er in der Qualifikationsrunde aus.
Shirvington nahm an den Olympischen Spielen 2000 in Sydney teil. Im 100-Meter-Lauf und in der Staffel erreichte er jeweils die Halbfinalrunde, während er im 200-Meter-Lauf bereits in der ersten Runde scheiterte. 2001 belegte er bei den Hallenweltmeisterschaften in Lissabon über 60 Meter den fünften Platz.
Den größten Erfolg seiner Karriere feierte er mit dem Gewinn der Bronzemedaille in der 4-mal-100-Meter-Staffel bei den Weltmeisterschaften 2001 in Edmonton. Das australische Quartett Matt Shirvington, Paul Di Bella, Steve Brimacombe und Adam Basil hatte mit einer Zeit von 38,83 s das Ziel zwar nur auf dem vierten Platz erreicht. Durch die nachträgliche Disqualifikation der US-amerikanischen Staffel wegen eines Dopingvergehens ihres Läufers Tim Montgomery rückten die Australier aber in der Wertung um einen Rang auf. Im 100-Meter-Lauf erreichte Shirvington in Edmonton das Halbfinale.
Bei den Weltmeisterschaften 2003 in Paris verpasste er mit der Staffel den Finaleinzug. Über 100 Meter lief er bis in die Viertelfinalrunde. Bei den folgenden Weltmeisterschaften trat Shirvington nur noch in der Staffel an. 2003 erreichte die australische Staffel den fünften Rang, Shirvington wurde nur in der Qualifikationsrunde eingesetzt. 2005 in Helsinki scheiterten die Australier in der Vorrunde.
Matt Shirvington hat bei einer Körpergröße von 1,83 m ein Wettkampfgewicht von 80 kg. 

## Bestleistung
- 100 m: 10,03 s, 17. September 1998, Kuala Lumpur
- 200 m: 20,45 s, 10. August 1998, Sydney
- 60 m (Halle): 6,52 s, 7. März 1999, Maebashi

## Privates
Matt Shirvington ist mit der Autorin Jessica Shirvington verheiratet, die beiden haben zwei Töchter.